# Aquaworld Aquarium
Das Aquaworld Aquarium ist ein Naturkundemuseum in Limenas Chersonisou, Griechenland. Es wurde 1995 von dem Schotten John Bryce McLaren gegründet. Die Mehrheit der Tiere besteht aus geretteten Tieren und Tieren, um die sich die früheren Besitzer nicht mehr kümmern wollten.
Das Aquarium ist täglich vom 1. April bis zum 31. Oktober für Besucher geöffnet. Es finanziert sich durch Eintrittspreise.